# Langlo River
Der Langlo River ist ein Fluss im Süden des australischen Bundesstaates Queensland. 

## Geographie

### Verlauf
Er entsteht im südwestlich der Stadt Tambo am Zusammenfluss der Bäche Langlo River West Head und Elizabeth Creek und fließt nach Süden bis zur Kleinstadt Langlo Crossing. Dort wendet er seinen Lauf nach Südosten und mündet bei der Siedlung Meecha südlich von Charleville in den Warrego River.

### Nebenflüsse
Seine wichtigsten Nebenflüsse sind der Cannon River (manchmal auch Middle Creek genannt) und der Ward River.